# Nazionale maschile di pallacanestro della Cambogia
La nazionale di pallacanestro della Cambogia è la rappresentativa cestistica della Cambogia ed è posta sotto l'egida della Federazione cestistica della Cambogia.

## Piazzamenti

### Giochi asiatici
- 1954 - 7°
- 1958 - 7°
- 1962 - 7°

## Formazioni

### Giochi del Sud-est asiatico
Pallacanestro maschile ai XXXII Giochi del Sud-est asiatico1 Morgan, 4 Pridgett, 6 Henderson, 7 Dar, 10 Dorsey, 11 Mith, 13 Sophana, 14 Chanyvathana, 15 Hoeup, 16 Sopheen, 21 Peterson, 24 Lopes,        All. Harry Savaya